# Ptereleotris monoptera
Ptereleotris monoptera är en fiskart som beskrevs av Randall och Hoese, 1985. Ptereleotris monoptera ingår i släktet Ptereleotris och familjen Ptereleotridae. Inga underarter finns listade i Catalogue of Life.